# Juan Bertoldi
Juan Carlos Bertoldi – argentyński piłkarz, bramkarz.
W 1957 roku Bertoldi został piłkarzem klubu Rosario Central. Jako gracz Rosario Central był w kadrze reprezentacji podczas turnieju Copa América 1959, gdzie Argentyna zdobyła mistrzostwo Ameryki Południowej. Bertoldi nie zagrał w żadnym meczu, gdyż podstawowym bramkarzem reprezentacji był Jorge Negri.
W Rosario Central w latach 1957–1960 rozegrał 95 meczów i stracił 140 bramek, a w latach 1966–1968 rozegrał 34 mecze i stracił 26 bramek. W latach 1961–1962 grał w klubie CA Huracán[niewiarygodne źródło?], a w 1963 roku był bramkarzem klubu San Lorenzo de Almagro.
Bertoldi grał także w klubie Newell’s Old Boys Rosario. Łącznie w lidze argentyńskiej rozegrał 176 meczów.